# Mellicta retyezatica
Mellicta retyezatica är en fjärilsart som beskrevs av Dioszeghy 1930. Mellicta retyezatica ingår i släktet Mellicta och familjen praktfjärilar. Inga underarter finns listade i Catalogue of Life.